# Миннесота Линкс
«Миннесота Линкс» (англ. Minnesota Lynx) — американский профессиональный женский баскетбольный клуб, который выступает в Западной конференции женской национальной баскетбольной ассоциации (ЖНБА). Команда была основана в городе Миннеаполис (штат Миннесота) перед началом сезона 1999 года, а домашние игры проводит в «Таргет-центре». Владельцем клуба является Глен Тейлор, которому также принадлежит клуб НБА «Миннесота Тимбервулвз» и компания «Taylor Corporation».
За двадцать три года участия в первенстве ЖНБА «Линкс» шесть раз играли в финале турнира и четырежды становились победителями первенства. В 2011 и 2013 годах «Миннесота» в финале всухую (3-0) разгромила клуб «Атланта Дрим», а в 2015 и 2017 годах с огромным трудом (3-2) обыграла клубы «Индиана Фивер» и «Лос-Анджелес Спаркс» соответственно. В 2012 году «Линкс» со счётом 1-3 проиграли «Фивер», а в 2016 году в решающем матче (2-3) уступили тем же «Спаркс». Таким образом, результат команды в финальных играх составляет 15-10.
За время существования клуба в нём выступали такие известные баскетболистки, как Ребекка Брансон, Рене Монтгомери, Эйша Джонс, Бетти Леннокс, Андреа Ллойд-Карри, Тадж Макуильямс, Келли Миллер, Майя Мур, Сеймон Огастус, Таниша Райт, Джиа Перкинс, Эрин Перпероглу, Пленетт Пирсон, Моника Райт, Даниэлла Робинсон, Одисси Симс, Кэти Смит, Шери Сэм, Кэндис Уиггинс, Тамика Уильямс, Линдсей Уэйлен, Сильвия Фаулз, Линдсей Хардинг и Наташа Ховард.

## История команды

### Первые годы (1998—2004)

Логотип клуба в 1999—2010 годах

22 апреля 1998 года ЖНБА объявила о расширении состава лиги путём включения двух новых клубов. Ими стали «Миннесота» и «Орландо Миракл», которые должны были стартовать в новом сезоне 1999 года. Своё официальное название «Миннесота Линкс» команда получила 5 декабря 1998 года. Дебютный матч, проходивший в «Таргет-центре», собрал 12 122 зрителя. В этой встрече «Миннесота» разгромила «Детройт Шок» со счётом 68-51, а турнир завершила с разницей побед и поражений 15-17. Следующий сезон «Линкс» также закончили с результатом 15-17.
В 2001 году результаты ухудшились, разница побед и поражений составила 12-20. Результаты оставались неутешительными и в следующем сезоне, по ходу которого был уволен первый главный тренер «Линкс» Брайан Аглер (48 побед при 67 поражениях), а оставшуюся часть сезона командой руководила его ассистент, Хайди ван Дервир. Команда окончила сезон с худшим результатом в истории (10 побед при 22 поражениях), который был побит только в 2006 году. В 2003 году клуб нанял нового тренера — Сьюзи Макконнелл-Серио. При новом наставнике команда начала играть лучше и впервые в истории завершила сезон с положительной разницей (18-16), а также впервые попала в плей-офф турнира. В следующем сезоне клуб повторил свои достижения, но в обоих случаях «Миннесота» вылетела уже на стадии первого раунда.

### Пополнение в лице Сеймон Огастус (2005—2007)

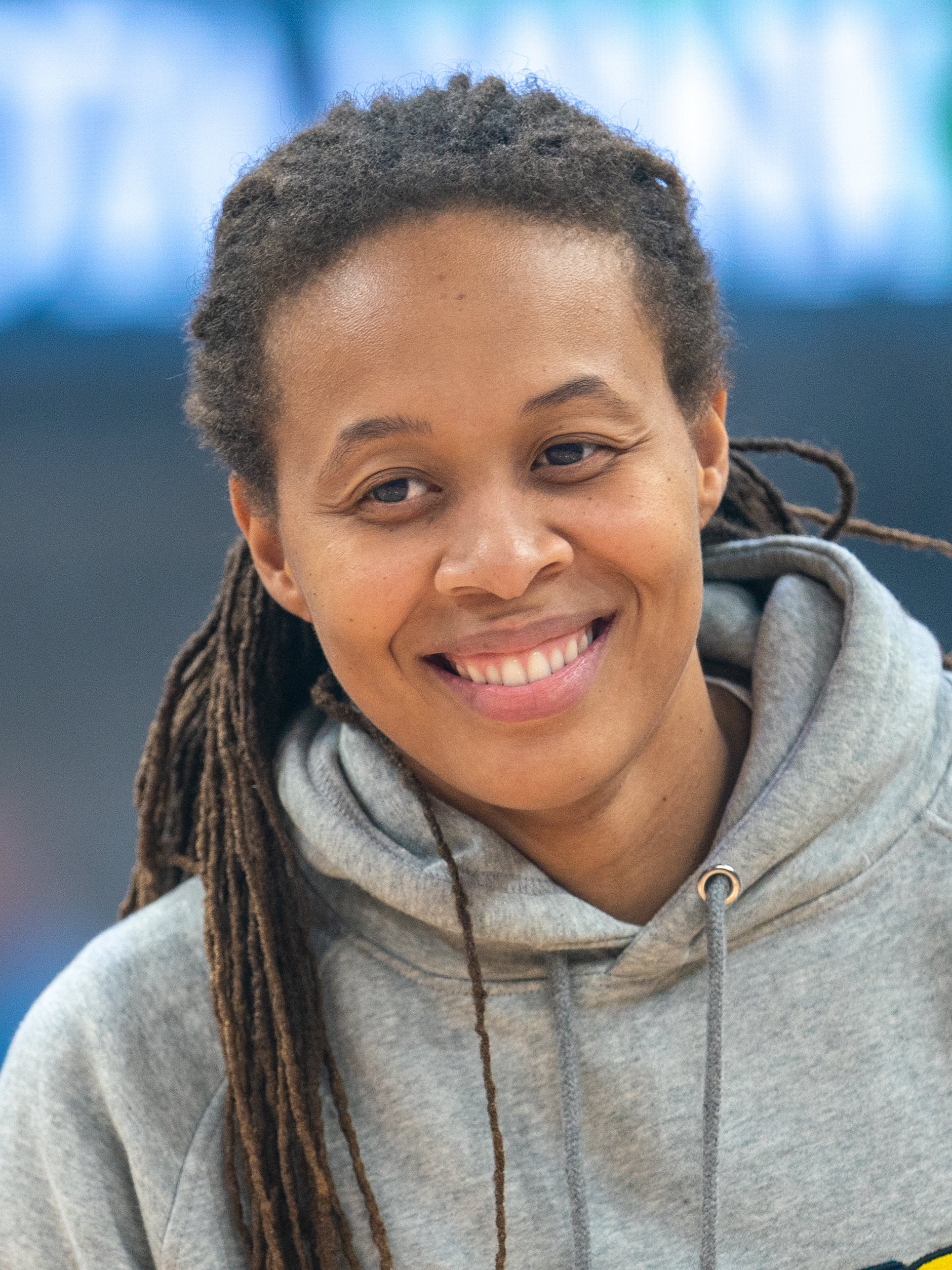
Сеймон Огастус

2005 год стал переломным в истории становления команды. 30 июля в «Детройт Шок» отправилась лучший её снайпер Кэти Смит, команда не справилась с новой нагрузкой и впервые за три года не вышла в плей-офф турнира. Однако при этом команда выиграла право на первый пик драфта 2006 года и выбрала защитника команды университета штата Луизиана «ЛСЮ Леди Тайгерс» Сеймон Огастус.
В сезоне 2006 года «Линкс» стали самой молодой командой женской НБА. 31 мая команда установила рекорд лиги по количеству набранных (на тот момент) очков в матче, победив «Лос-Анджелес Спаркс» со счётом 114-71. Однако эта победа была одной из немногих в том сезоне, который можно назвать провальным — 23 июля после старта 8-15 подала в отставку главный тренер команды Сьюзи Макконнелл-Серио. На посту её сменила ассистент Кэролин Дженкинс, которая тоже не смогла переломить ситуацию и завершила год с разницей 2-9. Впервые в своей истории «Миннесота» потерпела 24 поражения в сезоне, установив новый антирекорд клуба. По итогам сезона Огастус была названа лучшим новичком года, став второй баскетболисткой в истории клуба, удостоившейся этой премии. 13 декабря 2006 года «Линкс» объявили о приглашении на тренерский пост ветерана НБА Дона Зирдена, который стал пятым главным тренером команды. В тренерский штаб была также включена бывшая баскетболистка клуба Тереза Эдвардс.
На драфта 2007 года «Миннесота» обменяла центровую Танджелу Смит, которую она получила от «Шарлотт Стинг» на драфте распределения в «Финикс Меркури» на разыгрывающего защитника Линдсей Хардинг, которая была выбрана на драфте под общим первым номером. Сезон 2007 года команда начала с результата 0-7, затем проиграла десять матчей подряд в июле и потеряла шансы на выход в плей-офф. Команда стала худшей в ЖНБА с результатом 10-24. 1 ноября 2007 года помощник Дона Зирдена и бывший главный тренер Кэролин Дженкинс получила должность директора по подбору игроков ЖНБА.

### Хорошее начало без итогового результата (2008—2009)
Сезон 2008 года начался для «Линкс» совсем иначе, чем в предыдущие годы. Они резко рванули со старта, выиграв шесть из семи игр в первые три недели сезона, но затем вдруг остыли. «Миннесота» играла в соревновательный баскетбол на протяжении всего сезона, однако в его концовке проиграла много ключевых матчей своим прямым конкурентам в борьбе за выход в плей-офф. «Линкс» финишировали с результатом 16-18 в Западной конференции, где все команды участвовали в гонке плей-офф вплоть до последней недели чемпионата, но так и не смогли туда квалифицироваться. После двух последовательных сезонов с балансом 10-24 команда сделала шаг в правильном направлении.
В 2009 году Дон Зирден ушёл в отставку всего за несколько дней до начала сезона. Дженнифер Гиллом, сменившая Терезу Эдвардс на посту его ассистента в прошлом году, была повышена до статуса главного тренера. Ещё один помощник Зирдена, бывший игрок НБА Джим Петерсен, остался с Гиллом до конца сезона, работая с топ-игроками Шарди Хьюстон и Ники Аносике. «Линкс» выдали аналогичные с прошлым годом результаты. Они начали с хорошего старта (7-3), но затем проиграли много ключевых игр, включая серию из шести поражений в самой концовке первенства, и завершили год с балансом 14-20, не попав в плей-офф пятый сезон подряд.

### Новая команда и первое чемпионство (2010—2011)

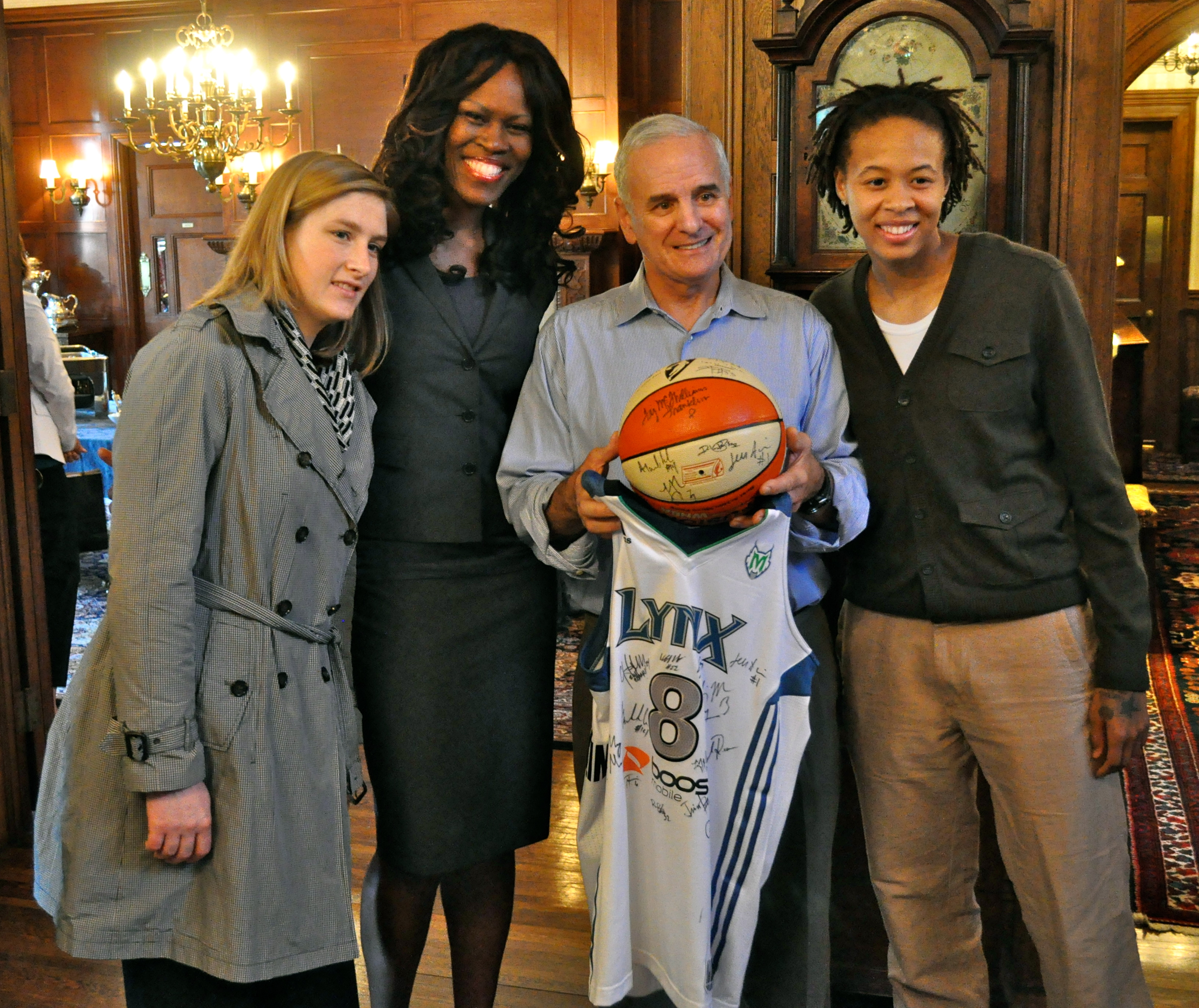
Уэйлен, Макуильямс-Франклин, Марк Дейтон и Огастус в 2011 году

Логотип клуба в 2011—2017 годах

После пяти неудачных сезонов клуб стал усиленно работать ещё на стадии предсезонной подготовки. На тренерский мостик была приглашена бывший помощник Билла Лэймбира в команде «Детройт Шок» Шерил Рив, а её предшественник Дженнифер Гиллом возглавила тренерский штаб «Лос-Анджелеса». Перед началом сезона на драфте рассредоточения была выбрана Ребекка Брансон, ранее выступавшая за «Сакраменто Монархс». Первый пик драфта 2010 года и Рене Монтгомери обменяли в «Коннектикут Сан» на защитника Линдсей Уэйлен и второй выбор драфта. В команду на правах свободного агента пришла Амшету Майга, которая сразу стала игроком стартовой пятёрки, а под вторым номером драфта была выбрана защитник команды университета Виргинии «Виргиния Кавальерс» Моника Райт. После этих приобретений «Линкс» рассчитывали на улучшение результатов. По опросу менеджеров команд лиги 2010 года «Миннесота Линкс» была признана «самой прогрессирующей» в ЖНБА.
На драфте 2011 года под первым номером была выбрана Майя Мур, а «Миннесота» сразу стала рассматриваться как претендент на чемпионство. В итоге ожидания сбылись в 2011 году, Сеймон Огастус, Ребекка Брансон, Майя Мур и Линдсей Уэйлен выступили как лидеры и были приглашены для участия в матче всех звёзд ЖНБА 2011 года от Западной конференции. К звёздному уик-энду «Линкс» подошли на первом месте в конференции с результатом 10-4. 13 июля на домашней площадке клуб потерпел поражение от «Финикс Меркури» со счётом 105-112, прервав девятиматчевую победную серию, рекордную для «Линкс» и самую длинную в ЖНБА 2011 года. Кроме того серия стала четвёртой по длительности во всей истории лиги. Команда завершила сезон с результатом 27-7, лучшим результатом в ЖНБА и истории команды.

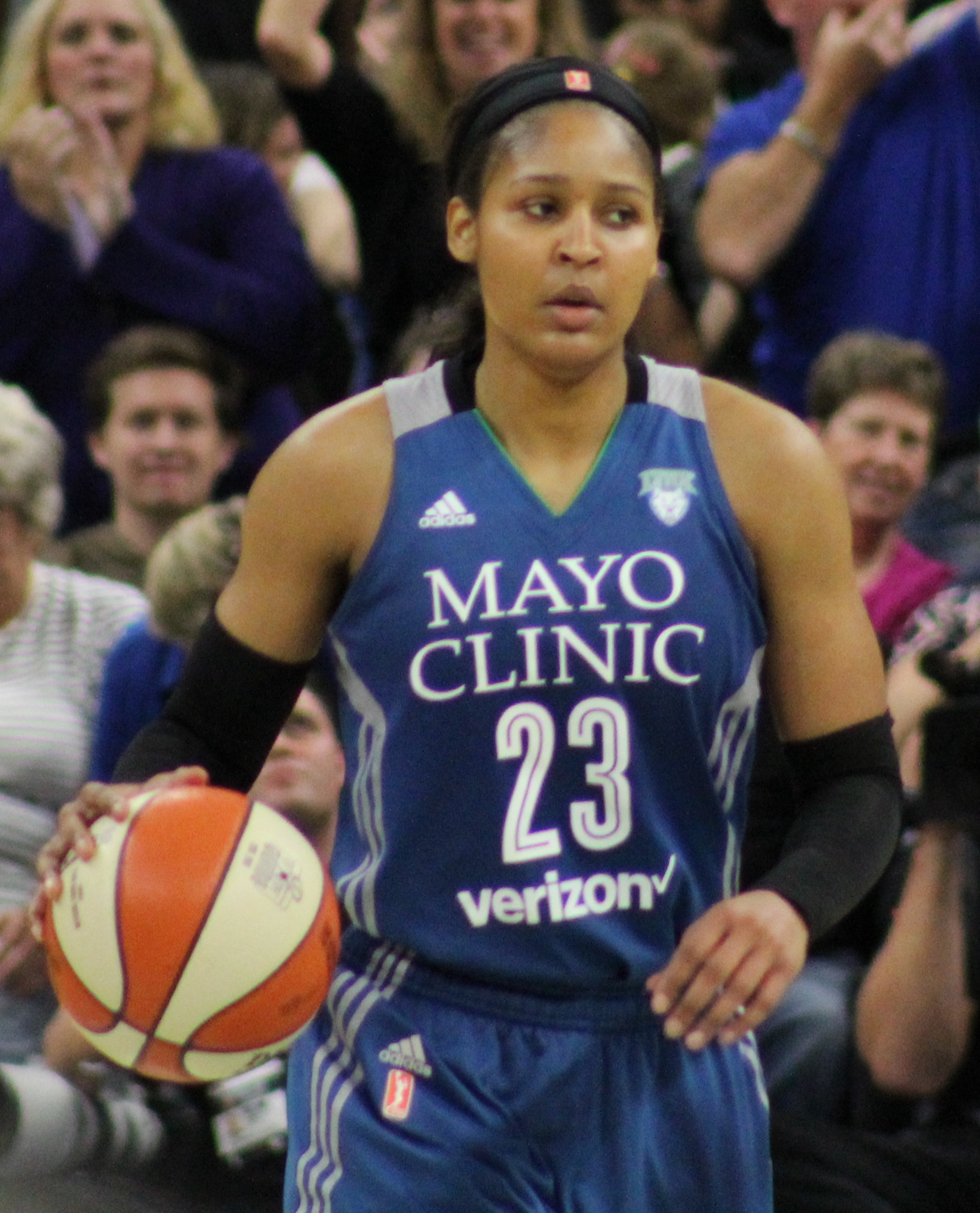
Майя Мур, MVP финала 2013 года

В плей-офф 2011 года «Миннесота» была посеяна по первым номером. В первом раунде в серии до двух побед «Линкс» обыграли «Сан-Антонио Силвер Старз» со счётом 2-1. Во втором раунде «Линкс» со счётом 2-0 одержали победу над «Финикс Меркури» и впервые стали чемпионами Западной конференции. В финале 2011 года в серии до трёх побед легко обыграли «Атланту Дрим» и впервые завоевали титул чемпиона ЖНБА, а MVP финала была признана Сеймон Огастус.

### Достижения и разочарования (2012—2017)
Сезон 2012 года команда начала 10-0, побив рекорд клуба и лиги. В плей-офф «Миннесота» попала уже 19 августа, сыграв всего 21 игру в сезоне. «Линкс» вновь дошли до решающей стадии турнира, однако в финале 2012 года проиграли «Индиане Фивер» со счётом 1-3.
В рамках предсезонной подготовки «Линкс» анализировали свои ошибки, допущенные в предыдущем сезоне. Восходящей звездой сезона 2013 года стал первый номер минувшего драфта Бриттни Грайнер, которую выбрал клуб «Финикс Меркури». «Миннесота» вновь стартовала очень хорошо, повторив рекордную серию Западной конференции. Выход в плей-офф не стал неожиданностью, «Линкс» очень легко прошлись по турнирной сетке, не проиграв ни одного матча и второй раз за три года выиграли финал ЖНБА, в котором вновь со счётом 3-0 разгромили «Атланту Дрим». Таким образом «Миннесота Линкс» стала второй сухой командой в плей-офф ЖНБА после «Сиэтл Шторм», которой удалось добиться подобного успеха.
В 2014 году «Миннесота» снова провела успешный регулярный сезон и заняла второе место в ЖНБА с результатом 25-9, уступив только «Финикс Меркури» с Бриттни Грайнер, которые установили рекорд лиги, проиграв в сезоне всего пять матчей в чемпионате из 34 встреч, то есть с 2003 года. В плей-офф они встретились между собой в финале Западной конференции, в так называемом досрочном финале, в котором «Финикс» взял верх над своим оппонентом со счётом 2:1. «Линкс» не смогли выйти в финал впервые с сезона 2010 года, а «Меркури» в решающей стадии турнира разгромили «Чикаго Скай» со счётом 3:0.

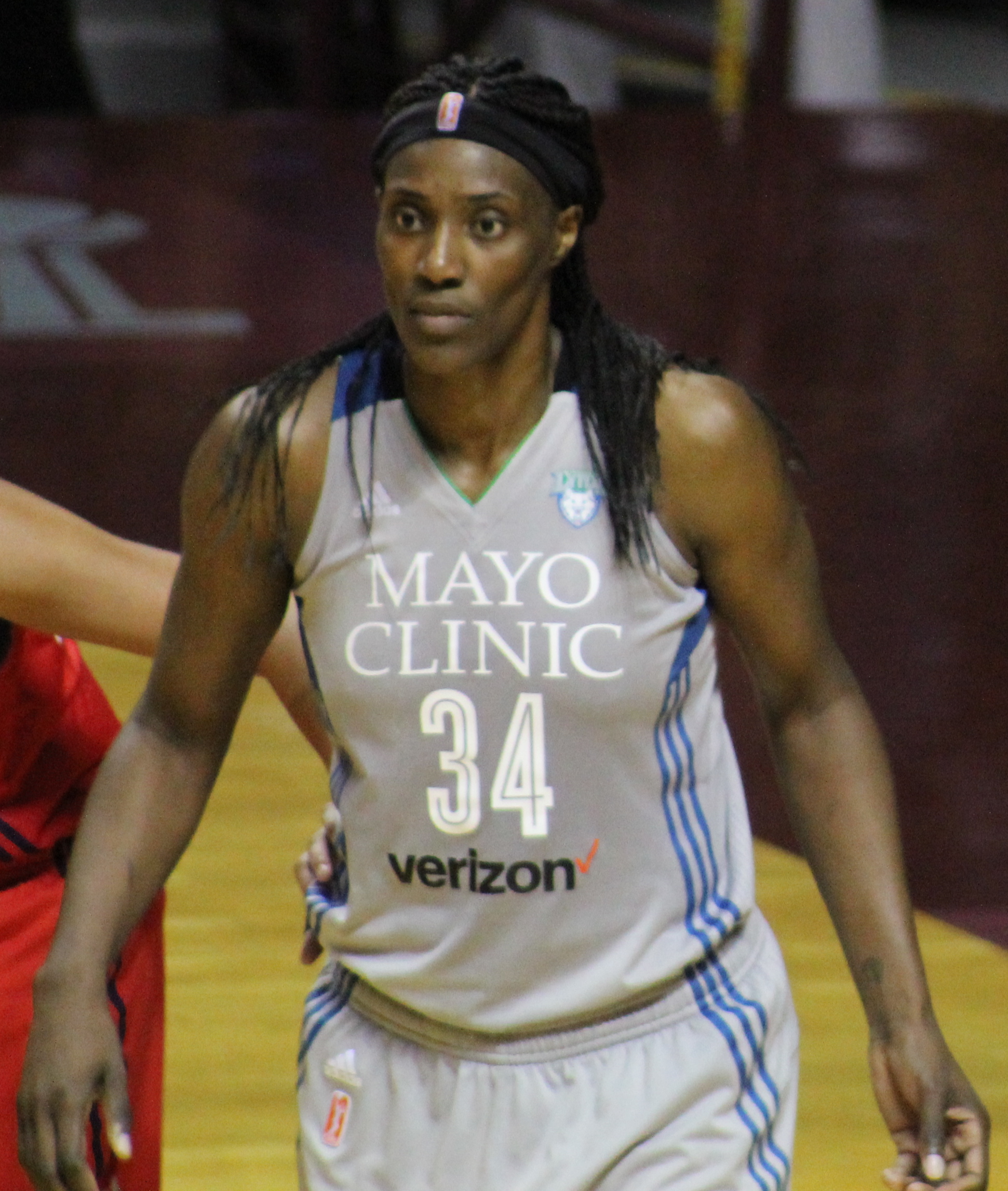
Сильвия Фаулз, MVP финала 2015 и 2017 годов

В 2015 году двукратный лучший оборонительный игрок Сильвия Фаулз из «Чикаго Скай» отказалась выступать за свой клуб до тех пор, пока не было удовлетворено её желание играть за «Линкс». Первую половину турнира 2015 года она просидела на скамейке запасных, пока 27 июля её не обменяли в «Миннесоту» в рамках трёхсторонней сделки. Усилившись, «Миннесота» продолжила штамповать победы, выиграв свой третий титул всего за пять лет, а Фаулз доказала, что является главным дополнением, набрав в решающей встрече финальной серии против «Индианы Фивер» 20 очков и 11 подборов и заработав награду MVP финала.
Следующий сезон «Линкс» завершили с рекордным результатом франшизы (28-6) и квалифицировались в плей-офф под первым номером, выйдя сразу в полуфинал, где со счётом 3:0 разгромили «Финикс Меркури». В 2016 году изменилась система плей-офф, согласно которой в турнир навылет проходили восемь сильнейших команд первенства независимо от конференции, а две лучшие из них получали путёвки напрямую в полуфинал. 21 июля руководство анонсировало, что в связи с предстоящей реконструкцией «Таргет-центра» регулярный сезон 2017 года «Миннесота» проведёт в «Эксел Энерджи-центре» в соседнем городе Сент-Пол. Обыграв «Меркури», «Линкс» вышли в пятый финал за шесть лет, где их соперником стал клуб «Лос-Анджелес Спаркс», но они не смогли повторить прошлогодний успех. В драматичной пятиматчевой серии «Спаркс» обыграли «Линкс» в решающей игре серии с разницей всего в одно очко 77-76.
19 августа 2017 года «Линкс» установили сразу два рекорда ЖНБА в победной встрече над «Индианой Фивер» со счётом 111-52: самая большая разница очков (59 очков) и самая длинная безответная серия (37 очков подряд). «Миннесота» финишировала на первом месте в лиге с результатом 27-7. В полуфинале «Линкс» победили команду «Вашингтон Мистикс» в трёх матчах и вышла в финал лиги в шестой раз за семь лет. «Линкс» отомстили «Спаркс» за прошлогоднее поражение, победив их в пяти играх и выиграв свой четвёртый титул за семь сезонов, а также догнав по количеству чемпионских титулов расформированную в 2008 году команду «Хьюстон Кометс».

### Конец династии (2018—н.в.)
В 2018 году «Миннесота» сохранила свой основной костяк, потеряв лишь резервного разыгрывающего Рене Монтгомери, подписавшую контракт с «Атлантой Дрим» и завершившую карьеру Пленетт Пирсон. Несмотря на то, что лидеры клуба, Мур, Фаулз, Огастус и Брансон принимали участие в матче всех звёзд, «Миннесота» заняла седьмое место в лиге с результатом 18-16. Это был первый раз за последние восемь лет, когда «Линкс» не финишировали в числе двух лучших команд ЖНБА. «Линкс» попали в первом раунде плей-офф на своих соперников по последним двум финалам из «Лос-Анджелес Спаркс». Они проиграли «Искрам» со счётом 68-75, завершив серию из трёх последовательных финалов, к тому же этот матч стал последним в карьере Уэйлен и Брансон.
В следующем сезоне по семейным обстоятельствам не выступала Майя Мур, но «Миннесота» всё же смогла пройти в плей-офф, повторив прошлогодние результаты. «Линкс» попали в первом раунде плей-офф на действующих победителей турнира, команду «Сиэтл Шторм», которой они проиграли со счётом 74-84, а единственным светлым пятном турнира стал выбор шестого номера драфта Нафисы Коллиер новичком года. Сезон 2020 года вновь пропускала Мур, Огастус подписала договор с «Лос-Анджелес Спаркс», а Фаулз провела всего семь встреч, получив травму в самом начале сезона. В этой связи лидерами команды стали вышеупомянутая Коллиер и шестнадцатый номер последнего драфта Кристал Дэнджерфилд, которые смогли с результатом 14-8 вывести «Миннесоту» в плей-офф турнира с четвёртого места, позволяющего пропускать его первый раунд. Во втором раунде «Линкс» с большим трудом со счётом 80-79 переиграли клуб «Финикс Меркури», однако в полуфинале со счётом 0-3 были разгромлены будущим победителем турнира, командой «Сиэтл Шторм», а новичком года вновь был признан представитель «Миннесоты» Кристал Дэнджерфилд.

## Участия в финалах ЖНБА
Команда «Миннесота Линкс» принимала участие в семи финальных сериях ЖНБА, одержав победу в четырёх из них.
| Сезон | Соперник            | Результат | Счёт                | Место проведения                    |
| ----- | ------------------- | --------- | ------------------- | ----------------------------------- |
| 2011  | Атланта Дрим        | Победа    | 73:67 (3:0 в серии) | Филипс-арена, Атланта               |
| 2012  | Индиана Фивер       | Поражение | 78:87 (1:3 в серии) | Бэнкерс Лайф-филдхаус, Индианаполис |
| 2013  | Атланта Дрим        | Победа    | 86:77 (3:0 в серии) | Гуиннетт-центр, Дулут               |
| 2015  | Индиана Фивер       | Победа    | 69:52 (3:2 в серии) | Таргет-центр, Миннеаполис           |
| 2016  | Лос-Анджелес Спаркс | Поражение | 76:77 (2:3 в серии) | Таргет-центр, Миннеаполис           |
| 2017  | Лос-Анджелес Спаркс | Победа    | 85:76 (3:2 в серии) | Уильямс-арена, Миннеаполис          |
| 2024  | Нью-Йорк Либерти    | Поражение | 62:67 (2:3 в серии) | Барклайс-центр, Нью-Йорк            |

## Протокол сезонов ЖНБА
| Сезон           | Конференция     | Место           | Регулярный чемпионат | Регулярный чемпионат | Регулярный чемпионат | Плей-офф | Тренер                                               | Ссылки                                    |
| Сезон           | Конференция     | Место           | Победы               | Поражения            | Процент              | Плей-офф | Тренер                                               | Ссылки                                    |
| Миннесота Линкс | Миннесота Линкс | Миннесота Линкс | Миннесота Линкс      | Миннесота Линкс      | Миннесота Линкс      | Миннесота Линкс | Миннесота Линкс                                      | Миннесота Линкс                           |
| --------------- | --------------- | --------------- | -------------------- | -------------------- | -------------------- | --- | ---------------------------------------------------- | ----------------------------------------- |
| 1999            | Западная        | 5-е             | 15                   | 17                   | 46,9                 | Не квалифицировалась в плей-офф | Брайан Аглер                                         | [ 24 ]                                    |
| 2000            | Западная        | 6-е             | 15                   | 17                   | 46,9                 | Не квалифицировалась в плей-офф | Брайан Аглер                                         | [ 25 ]                                    |
| 2001            | Западная        | 6-е             | 12                   | 20                   | 37,5                 | Не квалифицировалась в плей-офф | Брайан Аглер                                         | [ 26 ]                                    |
| 2002            | Западная        | 8-е             | 10                   | 22                   | 31,3                 | Не квалифицировалась в плей-офф | Брайан Аглер (6-13) Хайди ван Дервир (4-9)           | [ 27 ]                                    |
| 2003            | Западная        | 4-е             | 18                   | 16                   | 52,9                 | Проиграла в полуфинале конференции «Спаркс» со счётом 1:2 | Сьюзи Макконнелл-Серио                               | [ 28 ]                                    |
| 2004            | Западная        | 3-е             | 18                   | 16                   | 52,9                 | Проиграла в полуфинале конференции «Шторм» со счётом 0:2 | Сьюзи Макконнелл-Серио                               | [ 29 ]                                    |
| 2005            | Западная        | 6-е             | 14                   | 20                   | 41,2                 | Не квалифицировалась в плей-офф | Сьюзи Макконнелл-Серио                               | [ 30 ]                                    |
| 2006            | Западная        | 7-е             | 10                   | 24                   | 29,4                 | Не квалифицировалась в плей-офф | Сьюзи Макконнелл-Серио (8-15) Кэролин Дженкинс (2-9) | [ 31 ]                                    |
| 2007            | Западная        | 6-е             | 10                   | 24                   | 29,4                 | Не квалифицировалась в плей-офф | Дон Зирден                                           | [ 32 ]                                    |
| 2008            | Западная        | 6-е             | 16                   | 18                   | 47,1                 | Не квалифицировалась в плей-офф | Дон Зирден                                           | [ 33 ]                                    |
| 2009            | Западная        | 5-е             | 14                   | 20                   | 41,2                 | Не квалифицировалась в плей-офф | Дженнифер Гиллом                                     | [ 34 ]                                    |
| 2010            | Западная        | 5-е             | 13                   | 21                   | 38,2                 | Не квалифицировалась в плей-офф | Шерил Рив                                            | [ 35 ]                                    |
| 2011            | Западная        | 1-е             | 27                   | 7                    | 79,4                 | Выиграла в полуфинале конференции у «Силвер Старз» со счётом 2:1 Выиграла в финале конференции у «Меркури» со счётом 2:0 Выиграла в финале у «Дрим» со счётом 3:0 | Шерил Рив                                            | [ 36 ]                                    |
| 2012            | Западная        | 1-е             | 27                   | 7                    | 79,4                 | Выиграла в полуфинале конференции у «Шторм» со счётом 2:1 Выиграла в финале конференции у «Спаркс» со счётом 2:0 Проиграла в финале «Фивер» со счётом 1:3         | Шерил Рив                                            | [ 37 ]                                    |
| 2013            | Западная        | 1-е             | 26                   | 8                    | 76,5                 | Выиграла в полуфинале конференции у «Шторм» со счётом 2:0 Выиграла в финале конференции у «Меркури» со счётом 2:0 Выиграла в финале у «Дрим» со счётом 3:0        | Шерил Рив                                            | [ 38 ]                                    |
| 2014            | Западная        | 2-е             | 25                   | 9                    | 73,5                 | Выиграла в полуфинале конференции у «Старз» со счётом 2:0 Проиграла в финале конференции «Меркури» со счётом 1:2                                                  | Шерил Рив                                            | [ 39 ]                                    |
| 2015            | Западная        | 1-е             | 22                   | 12                   | 64,7                 | Выиграла в полуфинале конференции у «Спаркс» со счётом 2:1 Выиграла в финале конференции у «Меркури» со счётом 2:0 Выиграла в финале у «Фивер» со счётом 3:2      | Шерил Рив                                            | [ 40 ]                                    |
| 2016            | Западная        | 1-е             | 28                   | 6                    | 82,4                 | Выиграла в полуфинале у «Меркури» со счётом 3:0 Проиграла в финале «Спаркс» со счётом 2:3                                                                         | Шерил Рив                                            | [ 41 ]                                    |
| 2017            | Западная        | 1-е             | 27                   | 7                    | 79,4                 | Выиграла в полуфинале у «Мистикс» со счётом 3:0 Выиграла в финале у «Спаркс» со счётом 3:2                                                                        | Шерил Рив                                            | [ 42 ]                                    |
| 2018            | Западная        | 4-е             | 18                   | 16                   | 52,9                 | Проиграла в первом раунде «Спаркс» со счётом 68:75 | Шерил Рив                                            | [ 43 ]                                    |
| 2019            | Западная        | 4-е             | 18                   | 16                   | 52,9                 | Проиграла в первом раунде «Шторм» со счётом 74:84 | Шерил Рив                                            | [ 44 ]                                    |
| 2020            | Западная        | 4-е             | 14                   | 8                    | 63,6                 | Выиграла во втором раунде у «Меркури» со счётом 80:79 Проиграла в полуфинале «Шторм» со счётом 0:3                                                                | Шерил Рив                                            | [ 45 ]                                    |
| 2021            | Западная        | 2-е             | 22                   | 10                   | 68,8                 | Проиграла во втором раунде «Скай» со счётом 76:89 | Шерил Рив                                            | [ 46 ]                                    |
| 2022            | Западная        | 5-е             | 14                   | 22                   | 38,9                 | Не квалифицировалась в плей-офф | Шерил Рив                                            | [ 47 ]                                    |
| 2023            | Западная        | 3-е             | 19                   | 21                   | 47,5                 | Проиграла в первом раунде «Сан» со счётом 1:2 | Шерил Рив                                            | [ 48 ]                                    |
| 2024            | Западная        | 1-е             | 30                   | 10                   | 75,0                 | Выиграла в первом раунде у «Меркури» со счётом 2:0 Выиграла в полуфинале у «Сан» со счётом 3:2 Проиграла в финале «Либерти» со счётом 2:3                         | Шерил Рив                                            | [ 49 ]                                    |
| Регулярки       | Регулярки       | Регулярки       | 482                  | 394                  | 55,1                 | 7 титулов победителя Западной конференции | 7 титулов победителя Западной конференции            | 7 титулов победителя Западной конференции |
| Плей-офф        | Плей-офф        | Плей-офф        | 50                   | 32                   | 61,0                 | 4 титула победителя турнира женской НБА | 4 титула победителя турнира женской НБА              | 4 титула победителя турнира женской НБА   |

## Статистика игроков
| Сезоны | Лучшие игроки команды по пяти главным статистическим показателям | Лучшие игроки команды по пяти главным статистическим показателям | Лучшие игроки команды по пяти главным статистическим показателям | Лучшие игроки команды по пяти главным статистическим показателям | Лучшие игроки команды по пяти главным статистическим показателям | Ссылки |
| Сезоны | PPG                                                              | RPG                                                              | APG                                                              | SPG                                                              | BPG                                                              | Ссылки |
| ------ | ---------------------------------------------------------------- | ---------------------------------------------------------------- | ---------------------------------------------------------------- | ---------------------------------------------------------------- | ---------------------------------------------------------------- | ------ |
| 1999   | Брэнди Рид (16,1)                                                | Брэнди Рид (6,0)                                                 | Соня Тейт (3,1)                                                  | Брэнди Рид (1,2)                                                 | Брэнди Рид (0,7)                                                 | [ 24 ] |
| 2000   | Кэти Смит (20,2)                                                 | Бетти Леннокс (5,6)                                              | Кэти Смит (2,8)                                                  | Бетти Леннокс (1,7)                                              | Кристин Фолкл (0,7)                                              | [ 25 ] |
| 2001   | Кэти Смит (23,1)[a]                                              | Светлана Абросимова (6,7)                                        | Кейт Пей (3,0)                                                   | Светлана Абросимова (1,6)                                        | Эрин Перпероглу (0,9)                                            | [ 26 ] |
| 2002   | Кэти Смит (16,5)                                                 | Тамика Уильямс (7,4)                                             | Бетти Леннокс (3,2) Тамара Мур (3,0)[b]                          | Светлана Абросимова (1,6)                                        | Линн Прайд (0,8)                                                 | [ 27 ] |
| 2003   | Кэти Смит (18,2)                                                 | Тамика Уильямс (6,1)                                             | Тереза Эдвардс (4,4)                                             | Светлана Абросимова (1,5)                                        | Джанель Бёрс (1,0)                                               | [ 28 ] |
| 2004   | Кэти Смит (18,8)                                                 | Тамика Уильямс (6,0)                                             | Хелен Дарлинг (3,5)                                              | Тереза Эдвардс (1,4)                                             | Николь Оди (1,3)                                                 | [ 29 ] |
| 2005   | Кэти Смит (13,3)                                                 | Николь Оди (5,7)                                                 | Чэнди Джонс (3,0) Кристи Харроуэр (2,8)[c]                       | Светлана Абросимова (1,5)                                        | Ванесса Хэйден (2,2)                                             | [ 30 ] |
| 2006   | Сеймон Огастус (21,9)                                            | Тамика Уильямс (5,6)                                             | Эмбер Джейкобс (3,4)                                             | Светлана Абросимова (1,0)                                        | Ванесса Хэйден (1,3)                                             | [ 31 ] |
| 2007   | Сеймон Огастус (22,6)                                            | Николь Оди (6,1)                                                 | Ноэль Куинн (4,4)                                                | Светлана Абросимова (1,3)                                        | Сеймон Огастус (0,6)                                             | [ 32 ] |
| 2008   | Сеймон Огастус (19,1)                                            | Ники Аносике (6,8)                                               | Линдсей Хардинг (3,2)                                            | Ники Аносике (2,2)                                               | Ники Аносике (1,3)                                               | [ 33 ] |
| 2009   | Сеймон Огастус (21,0) Ники Аносике (13,2)[d]                     | Ники Аносике (7,4)                                               | Ники Аносике (2,7)                                               | Ники Аносике (2,7)                                               | Ники Аносике (0,9)                                               | [ 34 ] |
| 2010   | Сеймон Огастус (16,9)                                            | Ребекка Брансон (10,3)                                           | Линдсей Уэйлен (5,6)                                             | Ники Аносике (2,0)                                               | Ники Аносике (1,0)                                               | [ 35 ] |
| 2011   | Сеймон Огастус (16,2)                                            | Ребекка Брансон (8,9)                                            | Линдсей Уэйлен (5,9)                                             | Майя Мур (1,4)                                                   | Тадж Макуильямс (0,7)                                            | [ 36 ] |
| 2012   | Сеймон Огастус (16,6)                                            | Ребекка Брансон (8,9)                                            | Линдсей Уэйлен (5,4)                                             | Майя Мур (1,5)                                                   | Тадж Макуильямс (1,4)                                            | [ 37 ] |
| 2013   | Майя Мур (18,5)                                                  | Ребекка Брансон (8,9)                                            | Линдсей Уэйлен (5,8)                                             | Майя Мур (1,7)                                                   | Деверо Питерс (1,0)                                              | [ 38 ] |
| 2014   | Майя Мур (23,9)                                                  | Ребекка Брансон (8,2) Майя Мур (8,1)[e]                          | Линдсей Уэйлен (5,5)                                             | Майя Мур (1,9)                                                   | Деверо Питерс (1,0)                                              | [ 39 ] |
| 2015   | Майя Мур (20,6)                                                  | Сильвия Фаулз (8,3)                                              | Линдсей Уэйлен (4,2)                                             | Майя Мур (1,7)                                                   | Сильвия Фаулз (1,6)                                              | [ 40 ] |
| 2016   | Майя Мур (19,3)                                                  | Сильвия Фаулз (8,5)                                              | Майя Мур (4,2)                                                   | Майя Мур (1,6)                                                   | Сильвия Фаулз (1,8)                                              | [ 41 ] |
| 2017   | Сильвия Фаулз (18,9)                                             | Сильвия Фаулз (10,4)                                             | Линдсей Уэйлен (4,1)                                             | Майя Мур (1,9)                                                   | Сильвия Фаулз (2,0)                                              | [ 42 ] |
| 2018   | Майя Мур (18,0)                                                  | Сильвия Фаулз (11,9)                                             | Даниэлла Робинсон (3,3)                                          | Майя Мур (1,7)                                                   | Сильвия Фаулз (1,2)                                              | [ 43 ] |
| 2019   | Одисси Симс (14,5)                                               | Сильвия Фаулз (8,9)                                              | Одисси Симс (5,4)                                                | Нафиса Коллиер (1,9)                                             | Сильвия Фаулз (1,4)                                              | [ 44 ] |
| 2020   | Кристал Дэнджерфилд (16,2)                                       | Сильвия Фаулз (9,7) Нафиса Коллиер (9,0)[f]                      | Кристал Дэнджерфилд (3,6)                                        | Лекси Браун (1,8)                                                | Нафиса Коллиер (1,3)                                             | [ 45 ] |
| 2021   | Нафиса Коллиер (16,2)                                            | Сильвия Фаулз (10,1)                                             | Лейшиа Кларендон (5,7)                                           | Сильвия Фаулз (1,8)                                              | Сильвия Фаулз (1,8)                                              | [ 46 ] |
| 2022   | Эриал Пауэрс (14,4)                                              | Сильвия Фаулз (9,8)                                              | Морайя Джефферсон (4,9)                                          | Эриал Пауэрс (1,2)                                               | Сильвия Фаулз (1,2)                                              | [ 47 ] |
| 2023   | Нафиса Коллиер (21,5)                                            | Нафиса Коллиер (8,5)                                             | Линдсей Аллен (4,5)                                              | Нафиса Коллиер (1,6)                                             | Нафиса Коллиер (1,2)                                             | [ 48 ] |
| 2024   | Нафиса Коллиер (20,4)                                            | Нафиса Коллиер (9,7)                                             | Кортни Уильямс (5,5)                                             | Нафиса Коллиер (1,9)                                             | Аланна Смит (1,5)                                                | [ 49 ] |

- a  Жирным шрифтом выделен игрок, который выиграл в этом сезоне ту или иную номинацию.
- b  В этом сезоне Бетти Леннокс стала лучшей в команде по среднему показателю за игру (3,2), однако провела всего лишь 5 встреч из 32, поэтому её результат не учитывался при распределении мест в этой номинации, а первое место в клубе заняла Тамара Мур, показатель которой составил всего 3,0 передачи в среднем за игру[27].
- c  В этом сезоне Чэнди Джонс стала лучшей в команде по среднему показателю за игру (3,0), однако провела всего лишь 10 встреч из 32, поэтому её результат не учитывался при распределении мест в этой номинации, а первое место в клубе заняла Кристи Харроуэр, показатель которой составил всего 2,8 передачи в среднем за игру[30].
- d  В этом сезоне Сеймон Огастус стала лучшей в клубе по среднему показателю за игру (21,0), однако провела всего лишь 6 встреч из 34, поэтому её результат не учитывался при распределении мест в этой номинации, а первое место в команде заняла Ники Аносике, показатель которой составил всего 13,2 очка в среднем за игру[34].
- e  В этом сезоне Ребекка Брансон стала лучшей в клубе по среднему показателю за игру (8,2), однако провела всего лишь 11 встреч из 34, поэтому её результат не учитывался при распределении мест в этой номинации, а первое место в команде заняла Майя Мур, показатель которой составил всего 8,1 подбора в среднем за игру[39].
- f  В этом сезоне Сильвия Фаулз стала лучшей в команде по среднему показателю за игру (9,7), однако провела всего лишь 7 встреч из 22, поэтому её результат не учитывался при распределении мест в этой номинации, а первое место в клубе заняла Нафиса Коллиер, показатель которой составил всего 9,0 подбора в среднем за игру[45].

## Текущий состав
| \| Поз. \| № \| Гражд. \| Имя \| Дата рождения (возраст) \| Рост \| Вес \| Звание \| \| ---- \| -- \| ------ \| ---------------- \| ------------------------- \| ------ \| ------ \| ------ \| \| З/Ф \| 1 \| \| Даймонд Миллер \| 11 февраля 2001 (24 года) \| 191 см \| 81 кг \| \| \| З \| 2 \| \| Натиша Хайдман \| 10 февраля 1997 (28 лет) \| 173 см \| 60 кг \| \| \| Ф \| 6 \| \| Бриджет Карлтон \| 22 мая 1997 (28 лет) \| 185 см \| 80 кг \| \| \| Ф \| 7 \| \| Анастасия Косу \| 21 апреля 2005 (20 лет) \| 185 см \| 86 кг \| \| \| Ф \| 8 \| \| Аланна Смит \| 10 сентября 1996 (28 лет) \| 193 см \| 80 кг \| \| \| З \| 10 \| \| Кортни Уильямс \| 11 мая 1994 (31 год) \| 173 см \| 67 кг \| \| \| Ф \| 15 \| \| Джессика Шепард \| 11 сентября 1996 (28 лет) \| 193 см \| 79 кг \| \| \| З \| 21 \| \| Кайла Макбрайд \| 25 июня 1992 (33 года) \| 180 см \| 81 кг \| \| \| Ц \| 22 \| \| Марьем Бадьян \| 24 ноября 1994 (30 лет) \| 193 см \| 82 кг \| \| \| Ф \| 24 \| \| Нафиса Коллиер \| 23 сентября 1996 (28 лет) \| 185 см \| 82 кг \| \| \| Ф \| 35 \| \| Алисса Пили \| 8 июня 2001 (24 года) \| 180 см \| 107 кг \| \| \| З \| 44 \| \| Карли Самуэльсон \| 10 мая 1995 (30 лет) \| 183 см \| 73 кг \| \| | Главный тренер - Шерил Рив Ассистенты тренера - Ребекка Брансон - Элейн Пауэлл - Эрик Тибо - Линдсей Уэйлен - Чак Барта Легенда - (К) — Капитан команды Последнее изменение: 20 мая 2025 года |                     |                  |                           |        |        |        |
| Поз. | № | Гражд.              | Имя              | Дата рождения (возраст)   | Рост   | Вес    | Звание |
| З/Ф | 1 | Флаг США            | Даймонд Миллер   | 11 февраля 2001 (24 года) | 191 см | 81 кг  |        |
| З | 2 | Флаг США            | Натиша Хайдман   | 10 февраля 1997 (28 лет)  | 173 см | 60 кг  |        |
| Ф | 6 | Флаг Канады         | Бриджет Карлтон  | 22 мая 1997 (28 лет)      | 185 см | 80 кг  |        |
| Ф | 7 | Флаг России         | Анастасия Косу   | 21 апреля 2005 (20 лет)   | 185 см | 86 кг  |        |
| Ф | 8 | Флаг Австралии      | Аланна Смит      | 10 сентября 1996 (28 лет) | 193 см | 80 кг  |        |
| З | 10 | Флаг США            | Кортни Уильямс   | 11 мая 1994 (31 год)      | 173 см | 67 кг  |        |
| Ф | 15 | Флаг США            | Джессика Шепард  | 11 сентября 1996 (28 лет) | 193 см | 79 кг  |        |
| З | 21 | Флаг США            | Кайла Макбрайд   | 25 июня 1992 (33 года)    | 180 см | 81 кг  |        |
| Ц | 22 | Флаг Франции        | Марьем Бадьян    | 24 ноября 1994 (30 лет)   | 193 см | 82 кг  |        |
| Ф | 24 | Флаг США            | Нафиса Коллиер   | 23 сентября 1996 (28 лет) | 185 см | 82 кг  |        |
| Ф | 35 | Флаг США            | Алисса Пили      | 8 июня 2001 (24 года)     | 180 см | 107 кг |        |
| З | 44 | Флаг Великобритании | Карли Самуэльсон | 10 мая 1995 (30 лет)      | 183 см | 73 кг  |        |

## Главные тренеры
| Тренер                 | Сезоны     | Победы и поражения (процент) | Победы и поражения (процент) | Ссылки |
| Тренер                 | Сезоны     | Регулярка                    | Плей-офф                     | Ссылки |
| ---------------------- | ---------- | ---------------------------- | ---------------------------- | ------ |
| Брайан Аглер           | 1999—2002  | 48-67 (41,7)                 | 0-0 (0,0)                    | [ 50 ] |
| Хайди ван Дервир       | 2002       | 4-9 (30,8)                   | 0-0 (0,0)                    | [ 51 ] |
| Сьюзи Макконнелл-Серио | 2003—2006  | 58-67 (46,4)                 | 1-4 (20,0)                   | [ 52 ] |
| Кэролин Дженкинс       | 2006       | 2-9 (18,2)                   | 0-0 (0,0)                    | [ 53 ] |
| Дон Зирден             | 2007—2008  | 26-42 (38,2)                 | 0-0 (0,0)                    | [ 54 ] |
| Дженнифер Гиллом       | 2009       | 14-20 (41,2)                 | 0-0 (0,0)                    | [ 55 ] |
| Шерил Рив              | 2010—н. в. | 330-180 (64,7)               | 49-28 (63,6)                 | [ 56 ] |
| Всего                  |            | 482-394 (55,0)               | 50-32 (61,0)                 |        |

## Владельцы команды
- Компания «Taylor Corporation» и её основатель Глен Тейлор, владелец команды «Миннесота Тимбервулвз» (1999—н.в.)

## Генеральные менеджеры
- Брайан Аглер (1999—2002)
- Роджер Гриффит (2003—2017)
- Шерил Рив (2018—2022)
- Клэр Дювелиус (2023—2024)

## Зал славы баскетбола
| Игрок          | Позиция                             | Карьера в команде | Год включения | Ссылки |
| -------------- | ----------------------------------- | ----------------- | ------------- | ------ |
| Тереза Эдвардс | Разыгрывающий защитник              | (2003—2004)       | 2011          | [ 57 ] |
| Кэти Смит      | Атакующий защитник / Лёгкий форвард | (1999—2005)       | 2018          | [ 58 ] |

## Зал славы женского баскетбола
| Игрок              | Позиция                             | Карьера в команде | Год включения | Ссылки |
| ------------------ | ----------------------------------- | ----------------- | ------------- | ------ |
| Андреа Ллойд-Карри | Тяжёлый форвард / Центровая         | (1999—2000)       | 2007          | [ 59 ] |
| Тереза Эдвардс     | Разыгрывающий защитник              | (2003—2004)       | 2010          | [ 60 ] |
| Кэти Смит          | Атакующий защитник / Лёгкий форвард | (1999—2005)       | 2018          | [ 61 ] |

## Зал славы ФИБА
| Игрок          | Позиция                | Карьера в команде | Год включения | Ссылки |
| -------------- | ---------------------- | ----------------- | ------------- | ------ |
| Тереза Эдвардс | Разыгрывающий защитник | (2003—2004)       | 2013          | [ 62 ] |

## Индивидуальные и командные награды
| Награды                     | Игроки, тренеры и сезоны                                                                                        | Ссылки |
| --------------------------- | --- | ------ |
| Чемпионка ЖНБА              | 4 (2011, 2013, 2015 и 2017)                                                                                     | [ 63 ] |
| Финал ЖНБА                  | 7 (2011, 2012, 2013, 2015, 2016, 2017 и 2024)                                                                   |        |
| Плей-офф ЖНБА               | 15 (2003, 2004, 2011, 2012, 2013, 2014, 2015, 2016, 2017, 2018, 2019, 2020, 2021, 2023 и 2024)                  |        |
| MVP ЖНБА                    | Майя Мур (2014), Сильвия Фаулз (2017)                                                                           | [ 64 ] |
| MVP финала ЖНБА             | Сеймон Огастус (2011), Майя Мур (2013), Сильвия Фаулз (2015 и 2017)                                             | [ 65 ] |
| MVP ASG ЖНБА                | Майя Мур (2015, 2017 и 2018)                                                                                    | [ 66 ] |
| Лучший игрок обороны        | Сильвия Фаулз (2016 и 2021), Нафиса Коллиер (2024)                                                              | [ 67 ] |
| Самый прогрессирующий игрок | нет | [ 68 ] |
| Спортивное поведение        | Тереза Эдвардс (2004), Сильвия Фаулз (2022)                                                                     | [ 69 ] |
| Лучший шестой игрок         | Кэндис Уиггинс (2008)                                                                                           | [ 70 ] |
| Лидерские качества          | Шарди Хьюстон (2011)                                                                                            | [ 71 ] |
| Лучший новичок              | Бетти Леннокс (2000), Сеймон Огастус (2006), Майя Мур (2011), Нафиса Коллиер (2019), Кристал Дэнджерфилд (2020) | [ 72 ] |
| Лучший тренер               | Сьюзи Макконнелл-Серио (2004), Шерил Рив (2011, 2016, 2020 и 2024)                                              | [ 73 ] |
| Лучший менеджер             | Шерил Рив (2019 и 2024)                                                                                         | [ 74 ] |

## Закреплённые номера
| Закреплённые номера | Закреплённые номера | Закреплённые номера    | Закреплённые номера | Закреплённые номера |
| Номер               | Игрок               | Позиция                | Годы                | Ссылки              |
| ------------------- | ------------------- | ---------------------- | ------------------- | ------------------- |
| 13                  | Линдсей Уэйлен      | Разыгрывающий защитник | (2010—2018)         | [ 75 ]              |
| 32                  | Ребекка Брансон     | Тяжёлый форвард        | (2010—2018)         | [ 76 ]              |

## Известные игроки
- Светлана Абросимова
- Ники Аносике
- Ребекка Брансон
- Калана Грин
- Дамирис Дантас
- Хелен Дарлинг
- Анна Дефорж
- Эйша Джонс
- Кристал Дэнджерфилд
- Нафиса Коллиер
- Карима Кристмас
- Анна Крус
- Ноэль Куинн
- Эрлана Ларкинс
- Бетти Леннокс
- Андреа Ллойд-Карри
- Джанель Маккарвилл
- Тадж Макуильямс
- Нурия Мартинес
- Келли Миллер
- Рене Монтгомери
- Майя Мур
- Сеймон Огастус
- Николь Оди
- Джиа Перкинс
- Эрин Перпероглу
- Пленетт Пирсон
- Деверо Питерс
- Моника Райт
- Таниша Райт
- Даниэлла Робинсон
- Шугар Роджерс
- Одисси Симс
- Кэти Смит
- Шери Сэм
- Стефани Толбот
- Кэндис Уиггинс
- Тамика Уильямс
- Линдсей Уэйлен
- Сильвия Фаулз
- Триша Фэллон
- Линдсей Хардинг
- Кристи Харроуэр
- Наташа Ховард
- Алексис Хорнбакл
- Шарди Хьюстон
- Тереза Эдвардс
- Тоня Эдвардс

## Участники матчей всех звёзд
| Год  | Участники матчей всех звёзд                                          | Участники матчей всех звёзд                                          |
| Год  | Стартовый состав                                                     | Резервный состав                                                     |
| ---- | -------------------------------------------------------------------- | -------------------------------------------------------------------- |
| 1999 |                                                                      | Тоня Эдвардс                                                         |
| 2000 | Кэти Смит                                                            | Бетти Леннокс                                                        |
| 2001 |                                                                      | Кэти Смит                                                            |
| 2002 |                                                                      | Кэти Смит                                                            |
| 2003 |                                                                      | Кэти Смит                                                            |
| 2004 |                                                                      | Кэти Смит                                                            |
| 2005 |                                                                      |                                                                      |
| 2006 |                                                                      | Сеймон Огастус                                                       |
| 2007 |                                                                      | Сеймон Огастус                                                       |
| 2008 | Игра не состоялась из-за проведения Олимпийских игр в Пекине         | Игра не состоялась из-за проведения Олимпийских игр в Пекине         |
| 2009 |                                                                      | Шарди Хьюстон и Ники Аносике                                         |
| 2010 |                                                                      | Линдсей Уэйлен и Ребекка Брансон                                     |
| 2011 | Майя Мур и Ребекка Брансон                                           | Линдсей Уэйлен и Сеймон Огастус                                      |
| 2012 | Игра не состоялась из-за проведения Олимпийских игр в Лондоне        | Игра не состоялась из-за проведения Олимпийских игр в Лондоне        |
| 2013 | Сеймон Огастус, Майя Мур и Ребекка Брансон                           | Линдсей Уэйлен                                                       |
| 2014 | Майя Мур                                                             | Линдсей Уэйлен и Сеймон Огастус                                      |
| 2015 | Сеймон Огастус и Майя Мур                                            | Линдсей Уэйлен                                                       |
| 2016 | Игра не состоялась из-за проведения Олимпийских игр в Рио-де-Жанейро | Игра не состоялась из-за проведения Олимпийских игр в Рио-де-Жанейро |
| 2017 | Майя Мур и Сильвия Фаулз                                             | Сеймон Огастус и Ребекка Брансон                                     |
| 2018 | Майя Мур и Сильвия Фаулз                                             | Сеймон Огастус и Ребекка Брансон                                     |
| 2019 |                                                                      | Одисси Симс, Нафиса Коллиер и Сильвия Фаулз                          |
| 2020 | Игра не состоялась из-за проведения Олимпийских игр в Токио          | Игра не состоялась из-за проведения Олимпийских игр в Токио          |
| 2021 |                                                                      | Нафиса Коллиер и Сильвия Фаулз                                       |
| 2022 | Сильвия Фаулз                                                        |                                                                      |
| 2023 |                                                                      | Нафиса Коллиер                                                       |
| 2024 |                                                                      | Нафиса Коллиер и Кайла Макбрайд                                      |